# St. Francis, Wisconsin
St. Francis là một thành phố thuộc quận Milwaukee, tiểu bang Wisconsin, Hoa Kỳ. Năm 2000, dân số của thành phố này là 8662 người.